# Јурика Спрингс (Арканзас)
Јурика Спрингс (енгл. Eureka Springs) град је у америчкој савезној држави Арканзас.

## Демографија
По попису из 2010. године број становника је 2.073, што је 205 (-9,0%) становника мање него 2000. године.
| Група             | 2000.         | 2010.         |
| Белци             | 2.107 (92,5%) | 1.867 (90,1%) |
| Афроамериканци    | 1 (0,0%)      | 12 (0,6%)     |
| Азијати           | 18 (0,8%)     | 13 (0,6%)     |
| Хиспаноамериканци | 91 (4,0%)     | 90 (4,3%)     |
| Укупно            | 2.278         | 2.073         |